# Ailinginae
Ailinginae (marš. Ailiginae), atol od 25 otočića u sastavu Maršalovih Otoka, dio lanca Ralik.

## Zemljopis
Nalazi se 13 km jugozapadno od Rongelapa. Laguna površine 105,96 km2 s oceanom je povezana putem dubokih kanala Mogiri i Eniibukku s južne strane atola. Sjeverni dio Ailinginaea gotovo u potpunosti čini plitki greben koji je na mjestima širok i do 1,5 km.